# Guitar Hero: Van Halen
Guitar Hero: Van Halen è un episodio della serie Guitar Hero, il terzo ad essere dedicato interamente ad una sola band. Il gioco che segue l'ormai consolidato schema di sviluppo utilizzato per gli Aerosmith e i Metallica è stato reso disponibile per i principali formati da Neversoft ed è uscito ufficialmente il 19 febbraio 2010.

## Sviluppo
Il gioco è stato ufficialmente annunciato da Activision il 7 maggio 2009. Il nome del gruppo statunitense fu il primo a saltar fuori quando iniziarono a girare le prime voci di una espansione della serie di Guitar Hero dedicata interamente ad una singola band -era il 2007- ma all'epoca vennero scelti gli Aerosmith; il loro nome rispuntò fuori anche all'espansione "monotematica" successiva ma questa volta vennero preferiti i Metallica. Per la terza espansione la Activision ha deciso di puntare sul noto gruppo hard rock e di rilasciarne la pubblicazione sul mercato nel periodo natalizio del 2009, per lo meno negli Stati Uniti; in Italia il gioco è arrivato circa due mesi dopo, a nuovo anno già cominciato.
Questo è stato l'ultimo titolo che è stato completato con la supervisione del publisher storico, ovvero RedOctane; sulla versione europea del gioco il loro logo non c'è in quanto lo studio era già stato chiuso.
Il gioco supporta tutti gli strumenti-controller e anche il secondo pedale del controller-batteria per sfruttare il nuovo livello di difficoltà Expert+ lanciato con Guitar Hero: Metallica.

## Tracce
Il gioco comprende in tutto 47 canzoni, di cui 28 dei Van Halen e 19 di altri gruppi. Qua di seguito le tracce:
| Tracce                       | Artista                 |
| ---------------------------- | ----------------------- |
| Ain't Talkin' 'bout Love     | Van Halen               |
| And the Cradle Will Rock...  | Van Halen               |
| Atomic Punk                  | Van Halen               |
| Beautiful Girls              | Van Halen               |
| Best of You                  | Foo Fighters            |
| Cathedral                    | Van Halen               |
| Come to Life                 | Alter Bridge            |
| Dance the Night Away         | Van Halen               |
| Dope Nose                    | Weezer                  |
| Double Vision                | Foreigner               |
| Eruption                     | Van Halen               |
| Everybody Wants Some         | Van Halen               |
| Feel Your Love Tonight       | Van Halen               |
| First Date                   | Blink-182               |
| Hang'em High                 | Van Halen               |
| Hear About It Later          | Van Halen               |
| Hot for Teacher              | Van Halen               |
| I Want It All                | Queen                   |
| Ice Cream Man                | Van Halen               |
| I'm the One                  | Van Halen               |
| Jamie's Cryin'               | Van Halen               |
| Jump                         | Van Halen               |
| Little Guitars               | Van Halen               |
| Loss of Control              | Van Halen               |
| Master Exploder              | Tenacious D             |
| Mean Street                  | Van Halen               |
| Pain                         | Jimmy Eat World         |
| Painkiller                   | Judas Priest            |
| Panama                       | Van Halen               |
| Pretty Fly (for a White Guy) | The Offspring           |
| Oh, Pretty Woman             | Van Halen               |
| Rock and Roll is Dead        | Lenny Kravitz           |
| Romeo Delight                | Van Halen               |
| Runnin' with the Devil       | Van Halen               |
| Safe European Home           | The Clash               |
| Semi-Charmed Life            | Third Eye Blind         |
| Sick, Sick, Sick             | Queens of the Stone Age |
| So This Is Love?             | Van Halen               |
| Somebody Get Me a Doctor     | Van Halen               |
| Space Truckin'               | Deep Purple             |
| Spanish Fly                  | Van Halen               |
| Stacy's Mom                  | Fountains of Wayne      |
| The End of Heartache         | Killswitch Engage       |
| The Takedown                 | Yellowcard              |
| Unchained                    | Van Halen               |
| You Really Got Me            | Van Halen               |
| White Wedding                | Billy Idol              |